# Comté de Novellara
1371–1737
Le comté de Novellara e Bagnolo (souvent simplement appelé « di Novellara ») fut créé, d'abord comme seigneurie, en 1371 et resta autonome jusqu'en 1737, date à laquelle il fut concédé comme fief au duc Renaud III de Modène, devenant légalement un autre des États d'Este (Stati Estensi), et donc en pratique une partie du duché de Modène et Reggio. Il appartenait à une branche cadette de la maison de Gonzague et comprenait les villes de Novellara et Bagnolo.

## Histoire

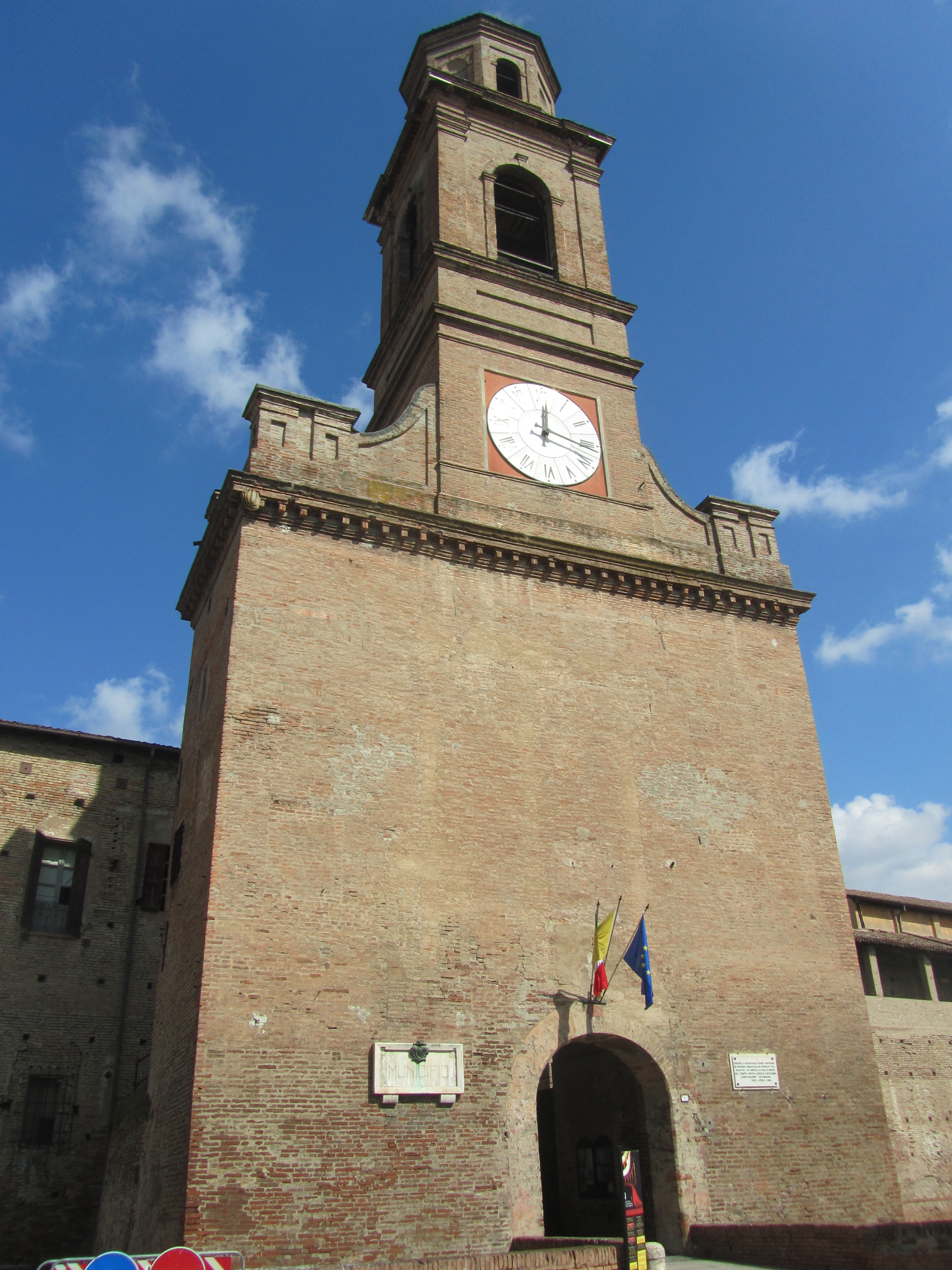
La Rocca di Novellara (Rocher de Novellara)

Le 17 mai 1371, Feltrino Gonzague, Seigneur de Reggio d'Émilie et chef de la ligue anti-Visconti, fut battu par Barnabé Visconti qui l'obligea à lui vendre les terres de Reggio d'Émilie en échange de 50 000 florins d'or et de la Seigneurie de Novellara et Bagnolo. Feltrino mourut en 1374 à Padoue. Lui succéda son fils Guy (mort en 1399), lequel procéda directement à la construction de la Rocca di Novellara, mais les caisses de la seigneurie étaient tellement vides qu'il ne put se contenter que des fondations. 
La seigneurie faisait de grands profits grâce aux douanes placées le long des routes et des canaux du Pô qui coupaient les voies de communication entre Reggio d'Émilie, Mantoue et Venise. Les Gonzague de Novellara prêtaient leur service aux troupes impériales, aux troupes françaises et à l'armée de la Papauté.

Comme le principe de primogéniture n'était pas appliqué dans les successions Gonzaga de l'époque, au cours des décennies suivantes, des conflits notables surgirent entre les successeurs de Feltrino sur les formes de partage du gouvernement et, pendant un certain temps, la seigneurie fut même divisée en deux, entre Novellara et Bagnolo.
La situation s'aggrava dans la dernière décennie du XVe siècle entre Giampietro II, fils de Francesco, et ses cousins, fils de Giorgio. Ces derniers reconnaissent d'abord Giampietro comme le chef de famille, mais reprennent ensuite Bagnolo de force. Pour rendre indiscutable son droit de gouverner Novellara, Giampietro demande alors, en 1501, la transformation de son petit État en fief impérial et obtient de l'empereur Maximilien Ier, pour lui et ses descendants mâles, l'investiture comme comte di Novellara.
Les cousins restent à Bagnolo jusqu'en 1509, date à laquelle ils sont déposés par les troupes papales qui ont envahi le territoire pendant la guerre de la Ligue de Cambrai. L'année suivante, Giampietro rachète également ce territoire à un prix élevé, le réabsorbant définitivement dans le comté de Novellara et Bagnolo, qui reste aux mains de ses descendants pendant plus de deux siècles.
C'est après la fondation du comté que la forteresse fut transformée en résidence noble. La famille Gonzaga-Novellara fut également de grands mécènes, soutenant par exemple Lelio Orsi, peintre romancier et architecte de Novellara.
Avec la mort de Philippe Alphonse Gonzague (it) le 13 decembre 1728, a Massa, où sa sœur Richarde (it) (1698–1768) était duchesse consort, la dynastie s'éteint dans la lignée masculine et l'empereur Charles VI refuse d'exécuter le testament du défunt comte en faveur de Richarde, qui administre néanmoins le fief pendant l'interrègne. Le comté fut donc considéré comme un fief impérial vacant jusqu'au 12 octobre 1737, date à laquelle l'empereur en accorda l'investiture au duc de Modène, Renaud III d'Este, en reconnaissance de ses services pendant la guerre de Succession de Pologne.
Cependant, dans les accords de mariage entre sa fille Maria Teresa Cybo-Malaspina, duchesse de Massa et Carrare, et le petit-fils de Renaud III et futur duc de Modène sous le nom d'Hercule III, stipulés en 1738, Richarde réussit à maintenir l'administration du comté à vie, sans préjudice toutefois de la souveraineté définitive de la famille Este sur le fief.
La duchesse Richarde meurt à Massa le 24 novembre 1768 et le comté devient alors, à tous égards, une partie constitutive des "États d'Este" (Stati Estensi), comme étaient alors appelés les domaines de la branche majeure de la famille d'Este.

## Territoire
Le comté de Novellara était divisé en deux territoires, celui de Novellara et celui de Bagnolo (aujourd'hui Bagnolo in Piano), qui à eux deux couvraient environ 250 km2. Il était bordée au nord et à l'ouest par le duché de Guastalla et à l'est et au sud par l'ancienne principauté de Correggio, tombée aux mains de la famille d'Este en 1635, et le duché de Modène.

## Liste des Seigneurs de Novellara et Bagnolo
- Feltrino Gonzague (1330-1374)
- Guido Gonzague (it) (mort en 1399)
  - Seigneurs de Bagnolo (après la division de la Seigneurie en deux)
    - Feltrino II Gonzague (it) (mort en 1424)
    - Guido Gonzague (de Bagnolo) (it) (mort en 1456)

  - Seigneur de Novellara (après la division de la Seigneurie en deux)
    - Giacomo Gonzague (it) (mort en 1441)
- Co-seigneurs de Novellara et, à partir de 1456, également de Bagnolo
  - Giampietro I Gonzague (mort em 1455)
  - Francesco I Gonzague (it) (mort en 1484)
    - Giampietro II Gonzague (it), co-seigneur de Novellara et Bagnolo depuis 1484; à partir de 1501 comte de Novellara (1469-1515)

  - Giorgio Gonzague (it) (mort en 1487)
    - Giacomo Gonzague Protonotaire (it), co-seigneur de Novellara et Bagnolo depuis 1487, il reste fidèle à son cousin Giampietro contre ses frères et le nomme son héritier (mort en 1503)
    - Cristoforo Gonzague (it), co-seigneur de Novellara et Bagnolo depuis 1487; de 1501 à 1509 seulement co-seigneur de Bagnolo
    - Marcantonio Gonzague (it), co-seigneur de Novellara et Bagnolo depuis 1487; de 1501 à 1509 seulement co-seigneur de Bagnolo (mort en 1509)
    - Guido Novello Gonzague (it), co-seigneur de Novellara et Bagnolo depuis 1487; de 1501 à 1509 seulement co-seigneur de Bagnolo (mort 1519)

## Liste des comtes de Novellara et (à partir de 1510) également de Bagnolo
- Giampietro II Gonzague (it) (1469-1515)
- Alessandro I Gonzague (it) (1496-1530)
- Comtes co-titulaires, pendant de nombreuses années sous la prudente administration de leur mère Costanza da Correggio (it) (?-1563) et de leur oncle Giulio Cesare Gonzaga (1505–1550), patriarche latin d'Alexandrie et également investi comme comte :
  - Francesco II Gonzague (it) (1519-1577)
  - Camillo I Gonzague (it) (1521-1595)
  - Alfonso I Gonzague (it) (1529-1589)
- Camillo II Gonzague (it) (1581-1650), première période: de 1595 à 1640
- Alessandro II Gonzague (it) (?-1644)
- Camillo II Gonzague (it) (1581-1650), deuxième période: de 1644 à 1650
- Alfonso II Gonzague (it) (1616-1678)
- Camillo III Gonzague (it) (1649-1727)
- Filippo Alfonso Gonzague (it) (1703-1728)
- Ricciarda Gonzague (it) (1698-1768), administratrice du comté de 1728 à sa mort en 1768, mais pas comtesse souveraine car elle n'avait pas le droit de succéder au trône sous la loi salique.

## Référence
1. ↑  (it) Arsenio Crespellani, Conii e punzoni numismatici della R. Biblioteca Estense, vol. V, Modène, Società Tipografica Modenese, 1887 (lire en ligne), « Novellara (tavola 838) », p. 64 (note 1).
2. ↑  (it) Alessandro Giulini, « Nuovi documenti per le nozze Cybo Estensi », dans Regia Deputazione di storia patria delle provincie modenenesi, Atti e memorie della R. Deputazione di storia patria per le provincie modenesi, t. III, Modène, Società Tipografica Modenese, 1924 (lire en ligne), pp. 277-278